# わ
わ en hiragana ou ワ en katakana sont deux kanas, caractères japonais qui représentent la même more. Ils sont prononcés /ɰa/ et occupent la 44e place de leur syllabaire respectif, entre ろ et を.

## Origine
L'hiragana わ et le katakana ワ proviennent, via les man'yōgana, du kanji 和.

## Romanisation
Selon les systèmes de romanisation Hepburn, Kunrei et Nihon, わ et ワ se romanisent en « wa ».

## Variantes
Deux caractères plus petits, ゎ et ヮ, étaient historiquement utilisés en combinaison avec く (ク) et ぐ (グ) pour former くゎ (クヮ) et ぐゎ (グヮ) et transcrire les sons /kɰa/ et /ɡɰa/. Ces sons se sont désormais simplifiés en /ka/ et /ɡa/ et sont transcrits par か et が.

## Tracé
L'hiragana わ s'écrit en deux traits.
1. Trait vertical.

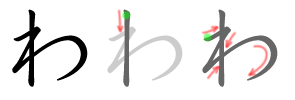
Ordre des traits pour わ.

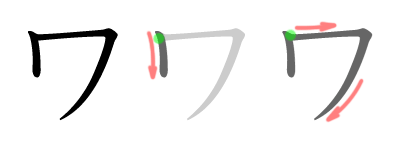
Ordre des traits pour ワ.

2. Trait débutant horizontalement, coupant le premier dans son tiers supérieur, puis rebroussant chemin diagonalement, changeant de direction pour former une boucle vers la droite.

Le katakana ワ s'écrit en deux traits.
1. Trait vertical.
2. Trait débutant horizontalement à droite du début du premier, puis se terminant par une diagonale vers la gauche.

Le graphie de わ ressemble à celle de ね.

## Représentation informatique
- Unicode[1],[2] :
  - わ : U+308F
  - ゎ : U+308E
  - ワ : U+30EF
  - ヮ : U+30EE